# 천안 광덕사 삼층석탑
천안 광덕사 삼층석탑(天安 廣德寺 三層石塔)은 대한민국 충청남도 천안시 광덕사에 있는 삼층석탑이다. 1984년 5월 17일 충청남도의 문화재자료 제251호로 지정되었다가, 1985년 7월 19일 충청남도의 유형문화재 제120호로 변경 지정되었다.

## 개요
2층 기단(基壇) 위에 3층의 탑신(塔身)을 올린 모습의 석탑이다.
위층 기단과 탑신부의 각 몸돌에는 기둥모양을 조각하였고, 특히 탑신의 1층 몸돌에는 문모양 안에 자물쇠를 새겨 놓았다. 지붕돌은 밑면에 4단씩의 받침을 두었으며, 윗면에는 급한 경사가 흐르고, 네 귀퉁이는 위로 치켜 올라갔다. 꼭대기에는 노반(露盤:머리장식받침)과 복발(覆鉢 : 엎어놓은 그릇 모양)이 남아 머리장식을 하고 있다.
전체적으로 통일신라의 일반적인 석탑양식을 따르고 있지만, 아래층 기단의 기둥 장식이 생략되고, 지붕돌 받침이 4단으로 줄어드는 점 등으로 보아 고려 전기에 세웠던 것으로 추정된다.

## 형태
1층 지붕돌이 몸돌과 하나의 돌로 되어 있으며, 2층의 지붕돌도 2층 몸돌과 하나로 되어 있다. 지붕돌의 낙수면은 경사도가 심하고, 처마의 곡선이 경쾌하고, 추녀 끝이 반전되어 있다. 상륜부에는 노반과 복발이 있다. 전체적인 양식과 수법이 균형을 이루고 있다.

## 현지 안내문
통일신라 말이나 고려 초기에 세워진 것으로 추정되는 3층 석탑이다. 본래 탑은 부처님의 사리나 유품을 모시기 위하여 만들어진 건조물이나 나중에는 가람배치상의 필요에 의해 만들어졌다.
1층의 지붕돌이 2층의 몸돌과 하나의 돌로 되어 있으며, 2층의 지붕돌도 3층의 몸돌과 하나로 되어 있다. 지붕돌의 낙수면은 경사도가 심하고, 처마의 곡선이 경쾌하고, 추녀 끝이 반전되어 있다. 전체적인 양식과 수범이 균형을 이루고 있다.
광덕사는 사적기에 의하면 832년(신라 흥덕왕 7년)에 창건되어 고려 1334년(충혜왕 후 5년)에 고쳐지었으며, 조선시대에 들어와서도 여러 차례 고쳐 지은 사찰이다.

## 사진

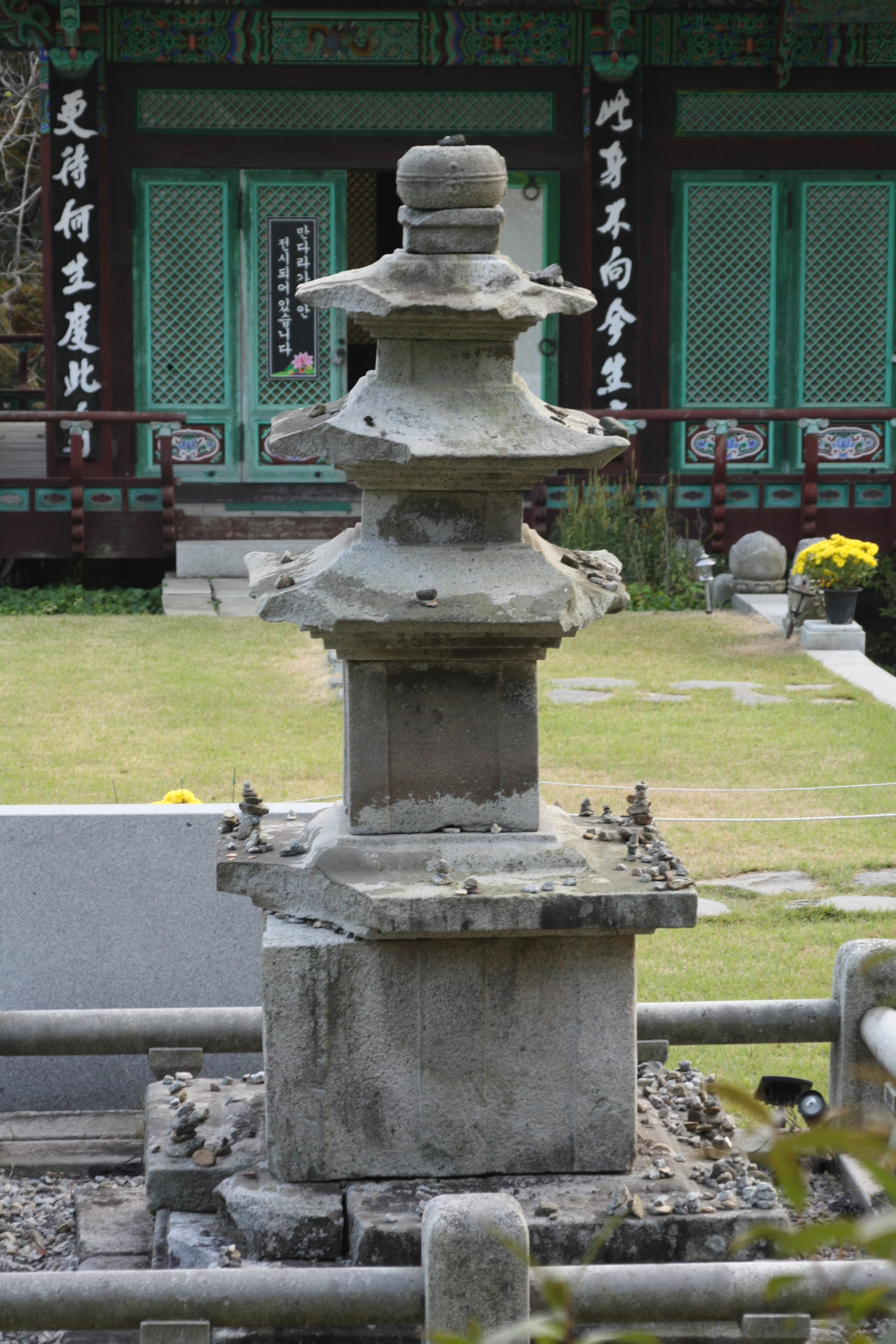

## 참고 문헌
- 《문화재해설》, 충청남도, 1990년
- 《문화재유적총람(사찰편)》, 충청남도, 1990년
- 《문화재대관》, 충청남도, 1996년
- 《천안시지》, 천안시, 1997년
- 《충청남도지정문화재해설집》, 충청남도, 2001년

## 같이 보기
- 광덕사

## 참고 자료
- 광덕사삼층석탑 - 국가유산청 국가유산포털